# Solter rothschildi
Solter rothschildi is een insect uit de familie van de mierenleeuwen (Myrmeleontidae), die tot de orde netvleugeligen (Neuroptera) behoort. 
Solter rothschildi is voor het eerst wetenschappelijk beschreven door Navás in 1913.